# Joachim Thiem
Joachim Thiem (* 1941 in Hamburg) ist ein deutscher Chemiker und ehemaliger Professor an der Universität Hamburg, der sich mit der Chemie von Kohlenhydraten und Bioorganischer Chemie befasst.
Thiem studierte an der Universität Hamburg Chemie mit der Promotion 1972 bei Hans Paulsen (Untersuchungen zur Synthese cyclischer Kohlenhydratphosphonate). 1978 habilitierte er sich in Hamburg (Beiträge zur Chemie der Oligodesoxydisaccharide), war dort Dozent und wurde 1983 Professor für Organische Chemie an der Universität Münster. Ab 1989 war er C4-Professor in Hamburg am Institut für Organische Chemie. 2002 bis 2005 war er Dekan der Chemie-Fakultät.
Er befasst sich mit Synthese von Glycosiden und Oligosacchariden (darunter biologisch aktiven Substanzen und solche, die in der Medizin Anwendung finden), und damit verbundenen Enzymen sowie mit Synthesen von Polymeren aus Zuckerbestandteilen im Rahmen der Nutzung von Sacchariden als nachwachsende Rohstoffe in der chemischen Industrie.
Er war zu Gastaufenthalten und Gastprofessuren an der University of California, Berkeley (Gastprofessor 1984/85), an der Victoria University und IRL (Industrial Research Limited) in Wellington (Neuseeland), am Centre de Recherches sur les Macromolécules Végétales (CERMAV) in Grenoble und am Scripps Research Institute in La Jolla.
1990 bis 2011 war er deutscher Vertreter bei der International Carbohydrate Organization.
Seit 1998 ist er Mitherausgeber von Glycoscience. 1997 bis 2004 war er Sprecher des Sonderforschungsbereichs 470 Glycostructures in Biosystems – Synthesis and Impact.
Ende September 2009 trat Joachim Thiem in den Ruhestand.

## Schriften (Auswahl)
- mit Vladimir Kren: Glycosylation employing bio-systems: from enzymes to whole cells, Chemical Society Reviews 26, 463–473 (1997)
- Applications of enzymes in synthetic carbohydrate chemistry, FEMS Microbiology Reviews 16, 193–211 (1995)